# Begonia picta
Begonia picta là một loài thực vật có hoa trong họ Thu hải đường. Loài này được Sm. mô tả khoa học đầu tiên năm 1806.